# Kapitan Worse
Kapitan Worse (norw. Skipper Worse) – powieść norweskiego pisarza Alexandra Kiellanda z 1882, będąca według Witolda Nawrockiego analitycznym i precyzyjnym obrazem haugiańskiego pietyzmu, będącego w istocie zmitologizowaną postacią kapitalizmu fazy pierwotnej akumulacji.
Powieść opisuje mistyczne doświadczenia związane z życiem wyznawców doktryny odnowy kościoła protestanckiego sformułowanej przez Filipa Jakuba Spennera, Hansa Nielsena Hauge i Augusta Hermanna Franckego, nazywanych przez część społeczeństwa norweskiego szaleńcami bożymi. Głosili oni ideę powszechnego kapłaństwa wiernych, potrzebę permanentnej pokuty, rychły koniec świata i konieczność odbudowy pobożności. Przypomniali doktrynalnie ruch mazurskich gromadkarzy. Nurt ten był pozbawiony zrozumienia dla radości życia, urody i uciech doczesnych. Kielland odbierał go jako ruch skrajny, faryzejski i antyhumanistyczny. Członkowie wspólnoty haugiańskiej są na kartach powieści pracowitymi handlarzami, rybakami, przedsiębiorcami operującymi na morzu, umiejącymi sprawnie liczyć i prowadzić dobrze swoje interesy. Całą swoją aktywność poza pracą kierowali na wspólne modlitwy, czytanie broszur religijnych, a także na działalność organizacyjną i filantropijną. Ich działalność, postrzegana jako eklektyczna, ostentacyjna i nieufna wobec oficjalnego kościoła protestanckiego, budziła niechęć, nienawiść i wstręt lokalnych środowisk protestanckich, mocno zliberalizowanych, nie mających ochoty wracać do dawnych, purytańskich praktyk religijnych. 
Akcja powieści toczy się około 1840. Stary konsul Garman (porte-parole autora) jest liberałem, wielbicielem sztuki rokokowej, wolnomyślicielem i elegantem. W ruchu haugiańskim widzi próbę cofnięcia historii i anachroniczność obyczajową, zwłaszcza, że wyznawcy sekty uczynili ze swojej religii krzywe zwierciadło wad i wynaturzeń patrycjatu. Piętnowali rozrzutność bogaczy, czyniąc ze swojego powodzenia w interesach znak Opatrzności. Według autora była to jednak tylko faryzejska przykrywka dla brutalnych metod pozyskiwania kapitału i przypuścił na haugian atak na płaszczyźnie moralnej. Opisuje losy starego marynarza Worsego i jego małżonki, Sary, która nie kocha swego męża. Przez pietystyczne praktyki zabija Worsego i oddaje się ukochanemu Hansowi Nilsenowi. Powieść opisuje wielkie namiętności, zgnębienie wolnego życia przez fałsz i obłudę, klęskę ukochania radości życia, jak również ponurą zemstę. Autor połączył realistyczne obserwacje (np. dzieje starego przedsiębiorstwa handlowego Garman & Worse) z opisami zagadnień metafizycznych, co było charakterystyczne dla prozy skandynawskiej tego okresu. Stworzył dzieło przedstawiające przede wszystkim walkę humanizmu z mistycyzmem.